# Alberto Berasategui
Alberto Berasategui (nascido em 28 Junho de 1973, em Bilbao, Espanha) é um ex-tenista profissional. Alcançou a final masculina do torneio Aberto da França em 1994.

## Carreira
Berasategui começou a jogar tênis aos 7 anos e foi o campeão júnior europeu em 1991. Ele se tornou profissional no final daquele ano, e ganhou seu primeiro título de simples de nível superior em 1993 em São Paulo. Ele estabeleceu uma reputação na turnê em meados dos anos 1990 como um jogador muito forte no saibro[carece de fontes?]. Ele alcançou a 7ª posição no ranking de simples durante sua carreira.
Em 1994, ele chegou a nove finais , vencendo sete deles . E ele se classificou para sua primeira (e única) final de Grand Slam no Aberto da França, onde enfrentou o compatriota espanhol e atual campeão Sergi Bruguera. Bruguera venceu a final em quatro sets, 3-6, 5-7, 6-2, 1-6.
Berasategui ganhou um total de 14 títulos de simples a nível superior e um de turismo nas duplas. Em sua carreira, arrecadou um total de $4.675.187. Seu último título em simples foi o Estoril, em 1998.
Ele também era conhecido por seu aperto extremo oeste, onde seu domínio incomum na raquete lhe permitia bater tanto em forehands quanto em backhands com o mesmo lado da raquete Isto ajudou-o no saibro, mas em outras superfícies que não tinha um impacto muito grande para salvar uma aparência quartas de final no Australian Open de 1998, em que ele bateu o No. 2 do mundo, Patrick Rafter, em quatro sets, e voltou de dois conjuntos para baixo para bater no Australian Open de 1995 campeão, Andre Agassi.
Berasategui aposentou-se do circuito profissional em maio de 2001 devido a lesões no punho persistentes desde sua partida com Hernán Gumy no Bologna, em junho de 1998. Ele também sofria severas cãibras de origem desconhecida em partidas longas.

## Finais em Majors

### Finais em Grand Slam

#### Simples: 1 (0-1)
| Resultado | Ano  | Campeonato  | Superfície | Oponente na final | Placar na final    |
| Finalista | 1994 | French Open | Saibro     | Sergi Bruguera    | 3–6, 5–7, 6–2, 1–6 |

## Finais na carreira

### Simples: 23 (14-9)
| Legenda                       |
| Grand Slam tournaments (0–1)  |
| Tennis Masters Cup (0–0)      |
| ATP Masters Series (0–0)      |
| ATP Championship Series (1–1) |
| ATP Tour (13–7)               |

| Resultado | No. | Data                   | Campeonato                 | Superfície | Oponente na final  | Placar na final    |
| Finalista | 1.  | 30 de Agostso de 1993  | Umag, Croácia              | Saibro     | Thomas Muster      | 5–7, 6–3, 3–6      |
| Finalista | 2.  | 11 de Outubro de 1993  | Atenas, Grécia             | Saibro     | Jordi Arrese       | 4–6, 6–3, 3–6      |
| Campeão   | 1.  | 8 de Novembro de 1993  | São Paulo, Brasil          | Saibro     | Sláva Doseděl      | 6–4, 6–3           |
| Finalista | 3.  | 15 de Novembro de 1993 | Buenos Aires, Argentina    | Saibro     | Carlos Costa       | 6–3, 1–6, 4–6      |
| Campeão   | 2.  | 18 de Abril de 1994    | Nice, França               | Saibro     | Jim Courier        | 6–4, 6–2           |
| Finalista | 4.  | 23 de Maio de 1994     | Bologna, Itália            | Saibro     | Javier Sánchez     | 6–7(3–7), 6–4, 3–6 |
| Finalista | 5.  | 6 de Junho de 1994     | French Open, Paris, França | Saibro     | Sergi Bruguera     | 3–6, 5–7, 6–2, 1–6 |
| Campeão   | 3.  | 25 de Julho de 1994    | Stuttgart, Alemanha        | Saibro     | Andrea Gaudenzi    | 7–5, 6–3, 7–6(7–5) |
| Campeão   | 4.  | 29 de Agostso de 1994  | Umag, Croácia              | Saibro     | Karol Kučera       | 6–2, 6–4           |
| Campeão   | 5.  | 3 de Outubro de 1994   | Palermo, Itália            | Saibro     | Àlex Corretja      | 2–6, 7–6(8–6), 6–4 |
| Campeão   | 6.  | 10 de Outubro de 1994  | Atenas, Grécia             | Saibro     | Óscar Martínez     | 4–6, 7–6(7–4), 6–3 |
| Campeão   | 7.  | 31 de Outubro de 1994  | Santiago, Chile            | Saibro     | Francisco Clavet   | 6–3, 6–4           |
| Campeão   | 8.  | 7 de Novembro de 1994  | Montevideo, Uruguai        | Saibro     | Francisco Clavet   | 6–4, 6–0           |
| Campeão   | 9.  | 19 de Junho de 1995    | Porto, Portugal            | Saibro     | Carlos Costa       | 3–6, 6–3, 6–4      |
| Finalista | 6.  | 6 de Novembro de 1995  | Montevideo, Uruguai        | Saibro     | Bohdan Ulihrach    | 2–6, 3–6           |
| Campeão   | 10. | 24 de Junho de 1996    | Bologna, Itália            | Saibro     | Carlos Costa       | 6–3, 6–4           |
| Campeão   | 11. | 29 de Julho de 1996    | Kitzbühel, Áustria         | Saibro     | Àlex Corretja      | 6–2, 6–4, 6–4      |
| Campeão   | 12. | 16 de Setembro de 1996 | Bucareste, Romênia         | Saibro     | Carlos Moyà        | 6–1, 7–6(7–5)      |
| Finalista | 7.  | 15 de Setembro de 1997 | Marbella, Espanha          | Saibro     | Albert Costa       | 3–6, 2–6           |
| Campeão   | 13. | 6 de Outubro de 1997   | Palermo, Itália            | Saibro     | Dominik Hrbatý     | 6–4, 6–2           |
| Campeão   | 14. | 13 de Abril de 1998    | Estoril, Portugal          | Saibro     | Thomas Muster      | 3–6, 6–1, 6–3      |
| Finalista | 8.  | 20 de Abril de 1998    | Barcelona, Espanha         | Saibro     | Todd Martin        | 2–6, 6–1, 3–6, 2–6 |
| Finalista | 9.  | 11 de Outubro de 1999  | Palermo, Itália            | Saibro     | Arnaud Di Pasquale | 1–6, 3–6           |

### Performance em simples
| Torneio                      | 1990 | 1991 | 1992 | 1993 | 1994 | 1995 | 1996 | 1997 | 1998 | 1999 | 2000 | 2001 | Vitórias-Derrotas |     |
| ---------------------------- | ---- | ---- | ---- | ---- | ---- | ---- | ---- | ---- | ---- | ---- | ---- | ---- | ----------------- | --- |
| Grand Slams                  |      |      |      |      |      |      |      |      |      |      |      |      |                   |     |
| Australian Open              | A    | A    | A    | A    | A    | A    | A    | 3R   | QF   | 1R   | 1R   | A    | 6–4               |     |
| French Open                  | A    | A    | 1R   | 2R   | F    | 3R   | 3R   | 1R   | 4R   | 4R   | 1R   | A    | 17–9              |     |
| Wimbledon                    | A    | A    | A    | A    | A    | A    | A    | A    | A    | A    | 1R   | A    | 0–1               |     |
| US Open                      | A    | A    | A    | 2R   | 1R   | A    | 2R   | 1R   | 1R   | A    | A    | A    | 2–5               |     |
| Vitórias-Derrotas            | 0–0  | 0–0  | 0–1  | 2–2  | 6–2  | 2–1  | 3–2  | 2–3  | 7–3  | 3–2  | 0–3  | 0–0  | 25–19             |     |
| World Tour Finals            |      |      |      |      |      |      |      |      |      |      |      |      |                   |     |
| ATP Tour World Championships | A    | A    | A    | A    | RR   | A    | A    | A    | A    | A    | A    | A    | 0-3               |     |
| ATP Masters Series           |      |      |      |      |      |      |      |      |      |      |      |      |                   |     |
| Indian Wells                 | A    | A    | A    | A    | 1R   | 3R   | 1R   | QF   | 1R   | 1R   | A    | A    | 4–6               |     |
| Miami                        | A    | A    | A    | A    | 3R   | 3R   | A    | 2R   | 2R   | 2R   | 1R   | A    | 2–6               |     |
| Monte Carlo                  | A    | A    | A    | A    | 3R   | 3R   | 1R   | 2R   | SF   | 1R   | 1R   | A    | 8–7               |     |
| Rome                         | A    | A    | A    | A    | 2R   | 1R   | 2R   | SF   | SF   | 2R   | A    | A    | 11–6              |     |
| Hamburg                      | A    | A    | 2R   | A    | 1R   | 2R   | 2R   | QF   | 3R   | 3R   | A    | A    | 8–7               |     |
| Canada                       | A    | A    | A    | A    | A    | A    | 2R   | A    | A    | A    | A    | A    | 1–1               |     |
| Cincinnati                   | A    | A    | A    | A    | A    | 3R   | A    | A    | 1R   | A    | A    | A    | 2–2               |     |
| Stuttgart (Estocolmo)        | A    | A    | A    | A    | A    | 1R   | 2R   | 1R   | A    | A    | A    | A    | 1–3               |     |
| Paris                        | A    | A    | A    | A    | A    | A    | 3R   | 1R   | A    | A    | A    | A    | 2–2               |     |
| Vitória-Derrotas anual       | 0–0  | 0–0  | 1–1  | 0–0  | 4–5  | 5–7  | 6–7  | 11–7 | 9–6  | 3–5  | 0–2  | 0–0  | 39–40             |     |
| Ranking de final de ano      | 495  | 298  | 115  | 36   | 8    | 32   | 19   | 23   | 21   | 60   | 153  | 737  | N/A               | N/A |